# Aspects de la société dans Histoire de Tom Jones, enfant trouvé
Pour un article plus général, voir Histoire de Tom Jones, enfant trouvé.

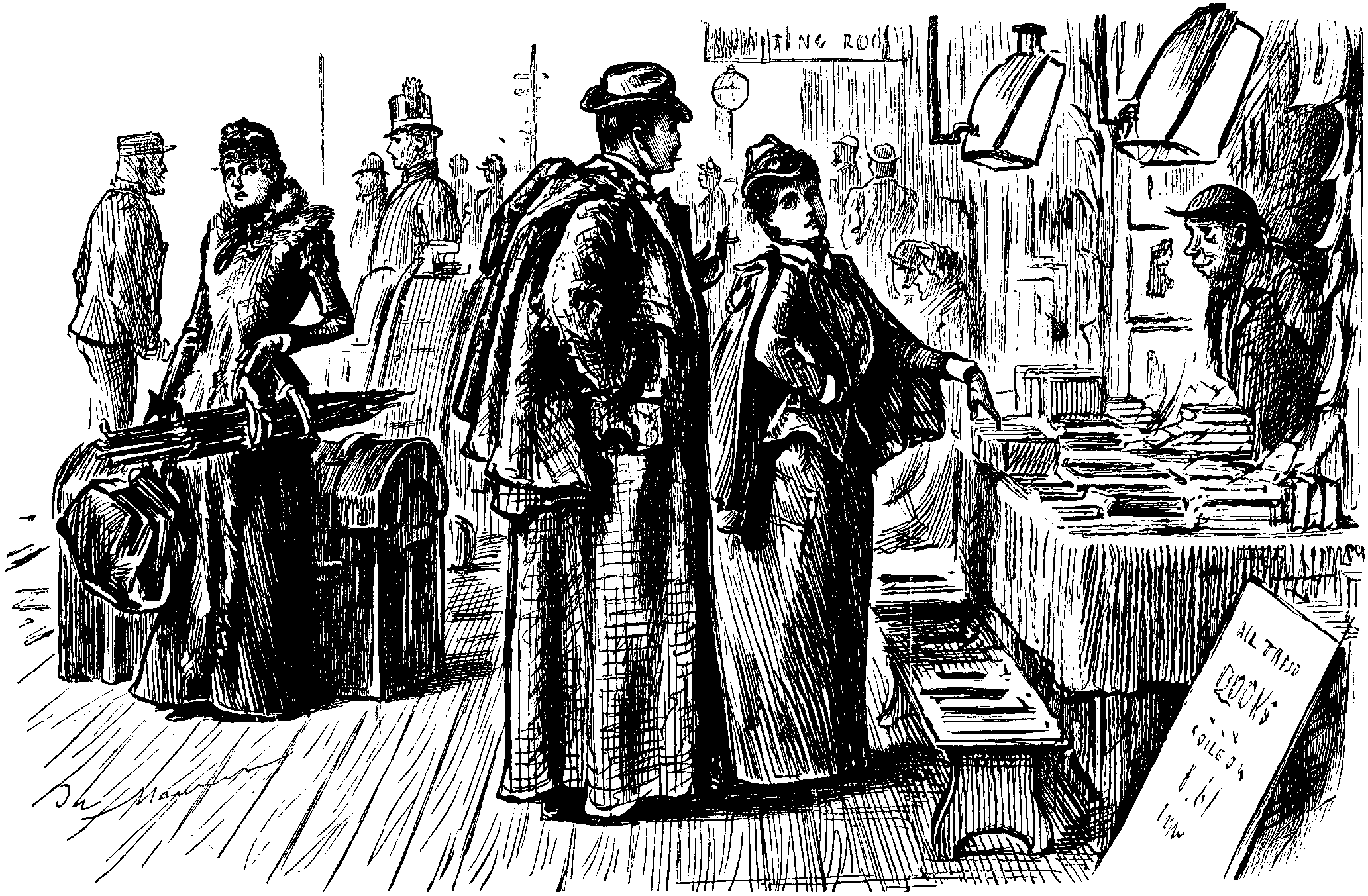
Punch « Oh, Edwin chéri ! Voici Tom Jones. Papa m'a dit que je ne devais pas le lire avant d'être mariée ! C'est fait… enfin ! Achetez-le moi, Edwin chéri ».

Fielding n'a pas eu pour ambition de décrire la société de la première moitié du XVIIIe siècle anglais lorsqu'il a rédigé Histoire de Tom Jones, enfant trouvé, (The History of Tom Jones, a Foundling en anglais), abrégé en Tom Jones, en 1749. Il n'avait aucune cause à défendre, aucun abus à dénoncer, et comme il l'écrit lui-même, il ne fait pas œuvre de « lourd et diffus historien ».
Cependant, par ses constantes interventions dans le récit, il finit par offrir une vision, certes non objective, de l'ordre social et de ses différentes classes, contenant une certaine dose de critique et présentant, souvent par opposition, un message, cela, sur un arrière-fond historique dramatique, puisque la guerre fait rage dans le Nord.
Dans l'ensemble, sa présentation, quoique non systématique et réalisée par petites touches et surtout par l'exemple, s'avère complète, toutes les classes sociales, de même que leur mode de vie, y étant représentés. Il en est de même de la vie quotidienne, qu'elle soit rurale ou citadine et les grandes institutions du royaume se trouvent également passées en revue, ne serait-ce que par la pratique de leurs représentants.
Fielding est resté un conservateur, privilégiant les notions d'ordre et de hiérarchie, et sa satire suggère, plus qu'une réforme radicale, un changement dans le comportement des hommes. En cela, la virulence en moins, il annonce celui qui n'aura de cesse de se référer à lui, Charles Dickens.

## Le contexte professionnel de Fielding

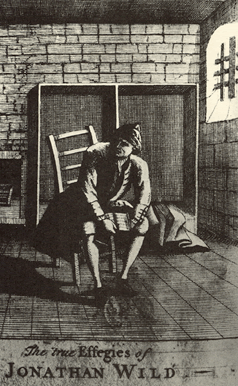
Jonathan Wild dans sa cellule de la prison de Newgate.

Fielding a connu le succès littéraire avant même d'étudier le droit et de devenir magistrat, mais les problèmes de délinquance et leur réponse judiciaire ont accompagné toute sa carrière de  journaliste, de dramaturge ou de romancier. Lorsque Tom Jones fut publié, Fielding occupait le poste prestigieux de premier magistrat de Westminster (Chief Magistrate for Westminster)  à Londres, mais très vite, il ne s'était pas contenté pas d'exercer son office, mais avait activement pris parti dans les débats publics par des pamphlets et des articles, puis dans ses romans, en particulier Jonathan Wild (1743), où il dénonce avec une véhémence ironiquement parodique, des maux toujours d'actualité et jamais résolus depuis la pendaison du véritable Jonathan Wild (1683-1725) une génération plus tôt.
La liste est longue des questions dont Fielding s'est préoccupé, mais ses plus grandes œuvres abordent le sujet avec une plume moins appuyée : dans Joseph Andrews, deux innocents, Joseph et le pasteur Adams, courent sans cesse le risque d'être gravement lésés, de perdre leur travail ou, en ce qui concerne le protagoniste, sa liberté, voire sa vie, mais la dimension comique du récit prévaut sur la noirceur des forfaits ; quant à  Tom Jones, le plus articulé des romans de Fielding, c'est avec une souveraine ironie que la vue sur la société et la comédie humaine devient panoramique, puisant une bonne part de sa substance dans l'expérience du magistrat rompu aux multiples réactions individuelles à la loi, que le personnage soit victime, coupable, témoin ou simple spectateur,.

## Le contexte historique

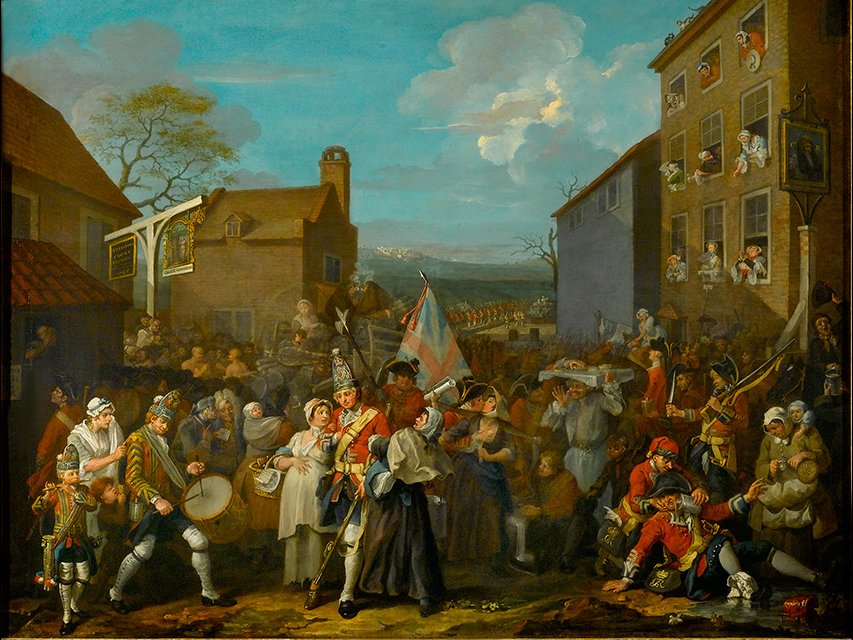
Marche des Gardes de Finchley par William Hogarth (1750), peinture satirique des soldats levés pour défendre Londres face à la rébellion jacobite en 1745.

Dans Tom Jones, les événements historiques sont évoqués plus que décrits, par certaines allusions ou remarques faites par le narrateur ou les personnages. La rébellion jacobite de 1745 est en effet dans tous les esprits (The Forty-five) : Fielding parle péjorativement de « la rébellion au Nord » (VIII, v), mais la tante Western, elle, semble s'en réjouir lorsqu'elle s'écrie « ça va au mieux au Nord » (VI, iv). Squire Western appelle son cheval « le Chevalier » (en français), nom alors jugé séditieux. Selon Battestin, après l'irruption de « Quarante-cinq » au livre VII où une compagnie du roi entre bruyamment à l'auberge : « le lecteur peut en conclure (circonstance que nous n'avons pas cru nécessaire de lui apprendre plus tôt) que c'était alors l'époque où la dernière rébellion était dans toute sa force, les révoltés étaient entrés en Angleterre dans le dessein, disait-on, de combattre les troupes du roi et de s'ouvrir un chemin vers la capitale »,, que ce chapitre de cinq pages révèlerait que Fielding aurait écrit les six premiers livres avant le débarquement à Eriskay du 23 juillet 1745 par le Prétendant et n'aurait repris la rédaction du roman qu'un ou deux ans après. Il fait aussi remarquer que la concentration d'allusions explicites au Quarante-cinq dans la section centrale du roman n'est vraisemblablement pas fortuite, mais partie intégrante du schéma général, puisque relative au thème de la légitimité et de l'usurpation, de la tyrannie et de la liberté, et Ronald Paulson renchérit en écrivant que « le paradigme central de Tom Jones est l'événement historique du Quarante-cinq »,.

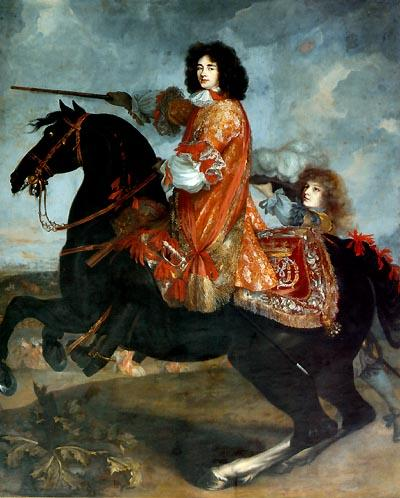
James Scott, premier duc de Monmouth.

En effet, tout au long des livres VII-XII, le mouvement des troupes et la circulation des rumeurs constitue l'arrière-fond du roman, et les allusions historiques se multiplient. Sophia, prise entre un père jacobite et un amant hanovrien, se dit « en plus grand danger que la nation (VI, xiv) », et à ce compte, même la digression de l'Homme de la Colline participe de la même préoccupation puisqu'il rappelle la tyrannie des Stuarts pendant les années 1680, la brutale répression de la rébellion whig de Monmouth en 1685,.

## La description
Le nombre de personnages rencontrés dans Tom Jones, plus de quarante, est tel qu'ils ne sauraient tous être représentatifs. Aussi, une distinction s'instaure d'emblée entre les héritiers directs d'une tradition littéraire, tels Tom et Partridge, ou encore Sophia l'héroïne et Blifil le méchant, et ceux que Fielding a choisis parmi ses contemporains. 

### Types représentatifs des classes sociales
Seuls ces derniers trouvent leur place ici, encore que l'auteur se montre très prudent à leur égard, tous, rappelant-il, ne pouvant être considérés comme représentatifs de leur temps : « Que mes lecteurs de province n'aillent pas conclure que sa conduite [celle de Lady Bellastston] soit celle de toutes les femmes à la mode, et que nous avons voulu faire leur portrait en traçant le sien ; autant vaudrait supposer que nous avons voulu peindre tous les ministres sous les traits de Thwackum ou tous les militaires sous ceux de l'enseigne Northerton »,. Si cette remarque contient une bonne dose d'ironie à l'égard des compatriotes de campagne, sans aucun doute bien moins avertis des choses de l'esprit que leurs homologues citadins, elle apporte aussi une mise en garde contre la généralisation hâtive conduisant à de fausses conclusions.

#### Personnages définis par leur naissance

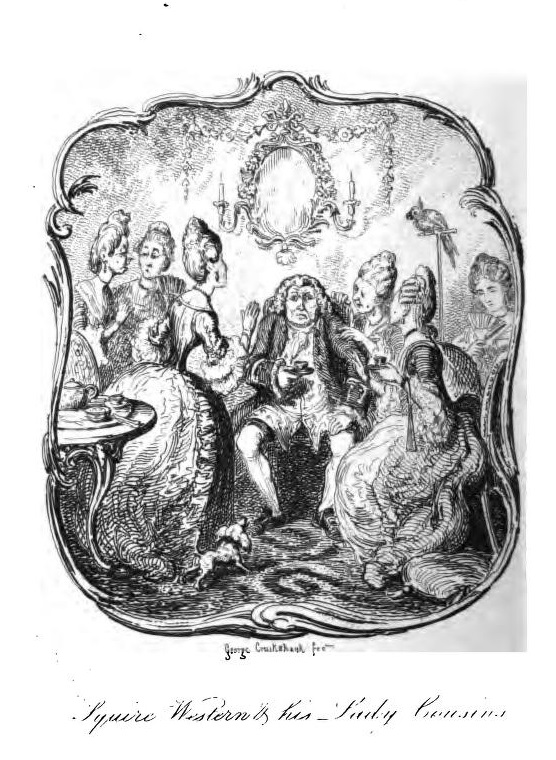
Squire Western chez sa sœur à Londres a l'impression d'être tombé « dans un chenil de chiennes à paniers ! » George Cruikshank.

Ici encore, deux catégories se croisent, la noblesse de ville, résidant de préférence à Londres, et la noblesse de province qui vit sur ses terres à la campagne. Bien que toutes les deux relèvent du même terme, aristocracy, les citadins tendent à coloniser l'appellation nobility, tandis que les ruraux, qui y ont également droit, constituent à eux seuls la gentry.
La nobility est représentée par deux personnages réservés pour la fin du roman, Lord Fellamar et Lady Bellaston, un pair irlandais faisant également une brève apparition lors d'un épisode anecdotique ; ils appartiennent à ce qu'on appelle alors les polite circles, autrement dit « le beau monde » ou encore « le grand monde », « la haute société », « les gens de bien », ces sphères huppées et prétendument raffinées. Ce beau monde est une imprenable forteresse pour quiconque ne possède ni la naissance ni l'argent, « à moins cependant, ce qui peut en tenir lieu, qu'on exerce la profession de joueur »,. Que par miracle cet être extraordinaire existe, et sa vie s'en voit transformée, car « par quelque moyen que l'on s'introduise dans la haute société, le mérite d'y être admis suffit pour que l'on y reste »,. À quoi s'occuper lorsque « on y est », non pas tant par le vice, explique Fielding, que par la frivolité, tant est creuse la vie de qui a renoncé à toute ambition et n'a pour seul horizon l'oisiveté et le plaisir : « La parure et les cartes, le boire et le manger, les saluts et les révérences font toute l'affaire de la vie »,.
Cette classe sociale produit deux types, le prétendu gentleman et la demi rep,. Pour être gentleman, il suffit d'avoir appris à ne rien faire, sinon à être un gentleman (VIII, vii), et celui que connaît Fielding en cette moitié de siècle reste bien faible au regard de son prédécesseur qui, au moins, pouvait, grâce à son sens de l'esprit et de l'humour, se rendre acceptable : « L'esprit et la gaieté charmaient leur désœuvrement »,. Quant à la demi rep, elle jouit d'une demie réputation : certes noblement née, titrée à souhait, elle hante les lieux de plaisir et les casinos ; tout adonnée à l'oisiveté elle aussi, elle semble plus complexe et surtout, plus subtile que son homologue masculin, car sa mère lui a « appris à n'avoir que des pensées d'ambition et de vanité et à mépriser les plaisirs de l'amour comme indignes d'elle-même »,. Bref, Fielding dénonce le vide et l'affectation hypocrite de la noblesse, puisque, en définitive, il ne lui trouve aucun caractère, sinon la futilité (XIV, i].
Deux personnages d'importance représentent l'aristocratie de la terre, les pères, biologiques ou non, des deux héros. À la différence de Lady Bellaston et Lord Fellamar qui n'interviennent que vers la fin du roman, eux sont présents de bout en bout et ne cessent d'y jouer un rôle majeur. Bien qu'ils portent tous les deux le même titre, Squire Allworthy apparaît plutôt comme le type du gentleman de campagne, tandis que Squire Western incarne celui du seigneur rural traditionnel.
Mr Allworthy se situe au centre même de la vie de la région, tant la société locale s'organise autour de lui, puisque prêtres, maîtres d'école, villageois sont en constante relation avec lui. Il fait office de conseiller et rien en se décide sans son acquiescement. En somme, son énorme influence tient des privilèges féodaux qu'il incarne, en particulier ceux de la loi et de la justice. Or, malgré sa tendance à croire tout ce qu'on lui dit, les erreurs qu'il commet sont dues plus au système qu'à son caractère, car son pouvoir absolu s'exerce sans guide ni garde-fou, régi qu'il est par sa seule prudence et sa sagacité.
Mr Western est l'héritier de la tradition de la vieille et joyeuse Angleterre (Merry Olde England), adonnée aux plaisirs des grands espaces ruraux, chasseur de la vieille école, l'esprit constamment au champ, à l'étable ou dans le chenil, la bière coulant à flots, le verbe fort, l'exubérance à fleur de peau, le goût et le raffinement provinces inconnues. À cela s'ajoutent l'ignorance et la stupidité, rien ne le différenciant des hommes de peine, sinon qu'il est leur maître, tous d'illettrés pochards s'adonnant à de grossières beuveries. Mr Western penche pour les Jacobites, mais ses professions politiques ne sont que répétition des manchettes du London Evening Post,. Violent, fort en gueule et extravagant, sa sœur l'appelle le « Croate » et Lady Bellaston le « Hottentot ». Fielding n'a pas dépeint ce barbare avec sympathie ; bien loin de la vision que donne Addison de la gentry avec le Sir Roger de Coverley du Spectator, lui se situe plus près de Hogarth qui a chassé l'innocence et représenté la laideur du monde,.

#### Personnages définis par leur profession
Très nombreux dans Tom Jones, ils sont définis par ce que Fielding appelle calling, généralement traduit par « profession » mais signifiant plutôt « vocation » ; sa préférence littéraire leur est acquise, tant, par opposition aux membres de l'aristocratie, « [d]ans la classe inférieure, la diversité des professions produit une grande variété de personnages comiques »,. Ils se répartissent en trois catégories, les marchands, les classes dépendantes et les appauvris.
Les marchands sont réduits à deux spécimens, Mr Nightingale et Mr Dowling. Mr Nightingale est spécialiste du commerce de l'argent et divise l'humanité en deux parties, celle qui emprunte et celle qui prête. Mr Dowling, après de fructueuses affaires dans le notariat, se voue à la poursuite véreuse du gain, désormais complice des malversations de Blifil. Les deux ont perdu tout contact avec la réalité, le vieux Nightingale ne songeant qu'à marier son fils à une fortune et le triste Dowling se déclarant prêt à trahir son bienfaiteur et même à tuer pour servir ses desseins.

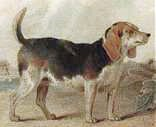
Beagle du XVIIIe siècle plus lourd que l'actuel

Le bas clergé, les maîtres d'école et les domestiques représentent les classes dépendantes. Supple cumule les fonctions de pasteur (parson) et de domestique ; tel est-il du moins considéré par Squire Western qui témoigne bien plus de gentillesse à sa meute de beagles qu'au guide de son âme. Partridge est un pauvre maître d'école reconverti en valet de picaro que la destinée a contraint d'épouser l'une des deux prostituées du roman, l'autre ayant été allouée à Supple.
Les domestiques préfigurent ceux que décrira Thackeray un siècle plus tard, affublés d'une incommensurable insolence et dévorés par un snobisme triomphant, comme le confirme l'arrivée hautaine de Mrs Honours à l'auberge, l'opposé de l'entrée discrète de la délicate Sophia. Cette conduite trouve sans doute son origine dans le système dont ils ne sont qu'un maillon, la longue chaîne d'oppression courant du sous-sol à l'étage, à l'image de la voracité universelle : « Mon intention a donc été de faire sentir que de même qu'il est dans la nature du milan de dévorer les petits oiseaux, de même il est dans la nature des personnes de l'espèce de Mrs Wilkins de dédaigner et de tyranniser les petites gens ; c'est par de tels moyens qu'elles se dédommagent de cette soumission servile envers leurs supérieurs. Quoi de plus raisonnable, en effet, que les flatteurs et les esclaves exigent de tout ce qui est au-dessous d'eux le tribut qu'ils paient à tout ce qui se trouve placé au-dessus ? »,.
Les appauvris, enfin, sont ceux qui ont perdu leur statut social et restent incapables de surmonter ce revers de fortune : Mrs Honours, par exemple, était fille d'un pasteur de campagne, Mrs Miller l'épouse d'un curé, et les voici désormais femme de chambre ou, pour la seconde, dépendante de Mr Allworthy qui subvient à tous ses besoins. Ainsi, Tom Jones présente le tableau d'une société plutôt fluide, avec des gens soumis aux hasards de la fortune et susceptibles de passer d'une classe sociale à l'autre, du haut vers le bas, cependant, jamais en sens inverse.

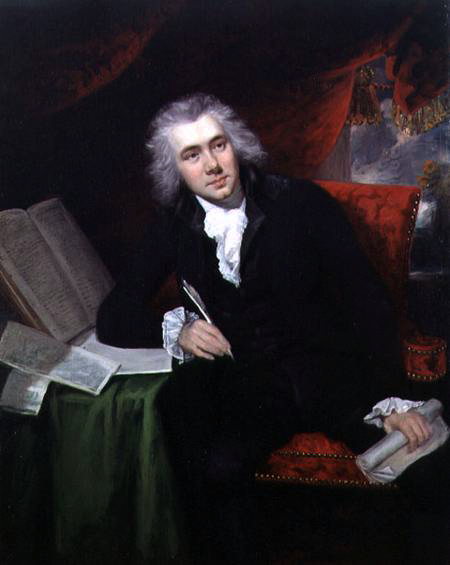
William Wilberforce par John Rising, 1790, représenté à l'âge de 29 ans.

Dans l'ensemble, même si la description que fait Fielding de la société de son temps n'est pas tendre et implique qu'il a quelques réformes à l'esprit, l'ensemble reste pétri de bienveillance : la violence gratuite est absente de Tom Jones ; l'organisation sociale se fonde sur la charité, traits caractéristiques d'un âge soumis à une nouvelle forme de Puritanisme, celui de John Wesley, de Robert Nelson, de Lady Elizabeth Hastings et William Wilberforce qui préconisent la charité du Nouveau Testament plutôt que les rudes préceptes de l'Ancien, si bien que Trevelyan a pu écrire que « ce n'est pas par accident que le curé de Wakefield, Parson Adams et Mr Allworthy sont tous apparus comme des personnages principaux de la fiction anglaise de cette période »,,.

### Comportements des personnages et relations sociales
Invitant le lecteur à les examiner avec lui, Fielding rappelle que « Ce n'est qu'en vivant dans le monde qu'on peut apprendre à le connaître, et il faut voir les mœurs de tous les rangs pour les bien juger »,. Le roman concerne trois lieux principaux, la ville, la campagne et la route.

#### La vie à la ville
Elle n'est décrite qu'en la dernière partie du livre, lorsque Tom et Sophia ont enfin réussi à rejoindre Londres. Là, Fielding n'invite pas vraiment son lecteur dans les salons du beau monde, mais dans certains lieux de divertissement, ses pubs, théâtres et soirées mondaines, mais il lui montre aussi quelques codes de conduite. 

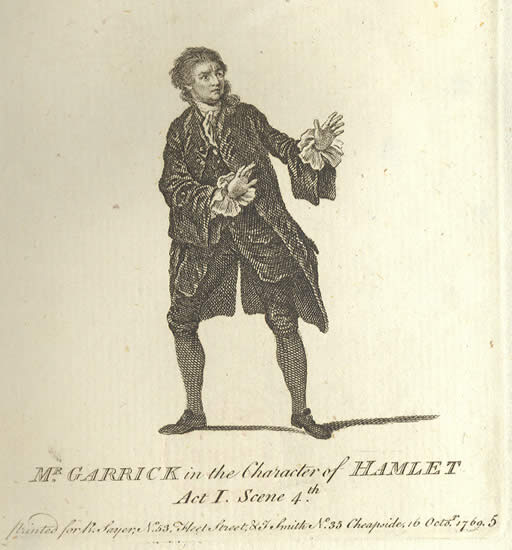
Garrick dans le rôle de Hamlet

La représentation de Hamlet à laquelle « Mr Partridge devait être de la partie »,, se donne dans une salle richement ornée, illuminée d'innombrables candélabres et chandelles, avec un ensemble de violons (fiddlers) et, dans la salle, de somptueuses parures. Le public se gausse à grands éclats de Partridge qui commente à haute voix ce qui se passe, exprime ses vues sur l'art de jouer, clame sa préférence pour un acteur au détriment de la vedette de la soirée. La scène en dit long sur les vues de Fielding qui, par le ton de sa narration, montre qu'il n'est pas d'accord avec lui qui est resté, comme la foule, adepte de l'ancienne déclamation, solennelle et rhétorique, qui prévaut en Angleterre et en France depuis la fin du XVIe siècle, alors qu'on lui offre un style de jeu plus naturel, tel que le pratique Garrick, vraisemblablement dans le rôle du prince ce soir-là,.
La masquerade, à l'origine divertissement consistant à se travestir en divinités mythiques pour représenter par des scènes statiques quelques épisodes de légende antique, est devenu un jeu offert dans « le temple du plaisir » aux oisifs du grand monde qui, comme d'habitude, traînent leur éternel ennui avec eux et préfèrent s'adonner à la chasse, d'ailleurs facile, aux rendez-vous galants,.
Le mode de conduite urbain s'illustre de l'exemple de Mrs Western, la sœur du squire, qui vit à la campagne, mais est très avertie des manières de la ville. Fielding consacre un chapitre entier à l'éducation qu'elle a reçue à Londres, à sa fréquentation de la Cour, ses voyages. Devenue experte en l'élégance du comportement, l'art de la conversation, le respect des belles traditions, elle n'a cessé de cultiver son esprit par l'étude de l'histoire et des pamphlets et autres feuilles politiques publiés au cours des vingt dernières années. Ainsi est-elle en mesure de discuter des affaires de l'Europe, tout en s'avérant « excellemment versée dans la science de l'Amour […] connaissant parfaitement toutes les petites ruses familières aux belles dames […] ainsi que l'accessoire obligé des sourires, regards et œillades en usage aujourd'hui dans le beau monde »,,.

#### La vie à la campagne
L'opposition entre ville et campagne touche les façons de se comporter aussI bien que la morale sous-tendant la conduite. En témoigne ce court dialogue entre Squire Western et sa sœur : « J'ai pitié du fond du cœur de votre ignorance campagnarde ! [.…] - Vraiment ? […] Et moi j'ai pitié de votre licence de la ville ! »,.
Chez Squire Western, chasser est affaire du matin, boire l'occupation du soir, occasions de rencontrer les voisins. Les libations se font au manoir et s'accompagnent de force grosses plaisanteries, même en présence de Sophia. On ne lit que très peu, seul le London Evening Post arrive chaque jour, et encore n'est-il pas souvent compris, mais il alimente le stock de slogans primaires dans lequel puise Mr Western pour brandir ses prétendues opinions politiques. Il n'empêche que le squire a un faible pour la musique, de préférence lorsqu'elle est « légère et aimable » (light and airy), que lui joue à contre-cœur Sophia, mais ce penchant ne se réveille qu'avec l'ivresse des rasades et, selon Fielding, Squire Western est de ceux qui passent naturellement « de la bouteille au clavecin »,,.
Au village, la vie s'alimente des deux occupations essentielles que sont le commérage et la jalousie. Les nouvelles s'exagèrent lors de leur fulgurante traînée : Jenny Jones, en un temps record, se truuve affublée de deux bâtards ; Mr Allworthy, le bienfaiteur de tous, se voit vite attribué la paternité de Tom. Les héritages donnent invariablement naissance à de mesquins stratagèmes et autres calculs sordides ; la nouvelle robe de Molly suffit à déclencher une bataille générale au cimetière et, en règle générale, le sexe reste un plaisir bien partagé sans que la virginité des filles soit un souci majeur.

#### La vie de la route

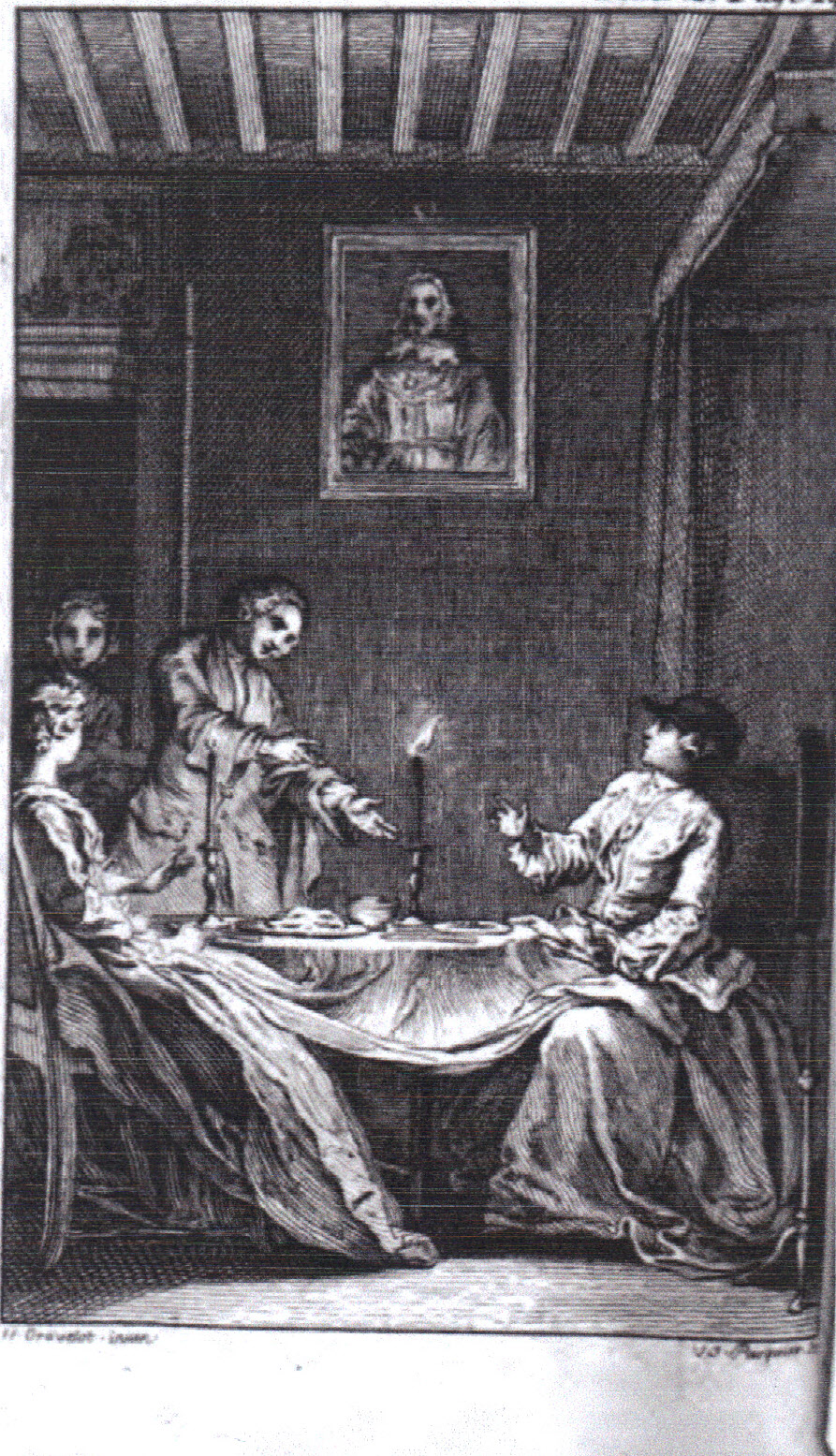
L'aubergiste, prenant Sophia pour Jenny Cameron, jure qu'il ne la trahira pas (X, iv) (Hubert-François Gravelot).

La route est le lieu d'une vie active, parfois effrénée, centre d'action et d'animation, où règnent deux types de professions, l'aubergiste et le bandit de grand chemin. Les premiers s'adaptent sans faute à leurs clients, affables et obséquieux envers les gens de qualité, arrogants et mesquins à l'égard des classes dites inférieures. Quant aux seconds, si le seul bandit de Tom Jones s'avère être un pauvre bougre égaré, le neveu de Mrs Miller, ils dominent la route dans Joseph Andrews où Joseph et Parson Adams se voient souvent bastonnés et débarrassés de leur argent.
La route reflète la vie du pays tout entier, alors que fait rage le soulèvement de 1745 : les gens se précipitaient sur les grands axes à relais, de folles rumeurs circulaient sur un débarquement des Français ou l'arrivée imminente des Highlanders. Tom Jones se fait l'écho de cette agitation : Sophia est prise pour une dame rebelle, Jeanie (Jenny) Cameron,,, ayant pris une route secrète pour échapper à l'armée du duc, « nulle autre que madame Jenny Cameron en personne »,,.

### Relations sociales
Fielding a consacré une page entière aux lieux d'habitation dans Tom Jones, parmi lesquels se trouvent, comme « […] à toutes les époques, chez tous les peuples […] des lieux de rendez-vous publics où les citoyens se rencontrant trouvent de quoi satisfaire leur curiosité »,.
Parmi ces endroits privilégiés figurent le salon du barbier et les cafés où les hommes discutent des affaires de la nation ou du monde. Les femmes fréquentent la boutique du fournisseur (chandler), « entrepôt bien connu de toutes les nouvelles »,. Les gens se rencontrent également au spectacle de marionnettes, dans les salles de jeu et les boxing places, ces lieux où se pratique la boxe, le tout nouveau sport à la mode, désormais soumis aux règles dites de Broughton,.
La jalousie court de bas en haut de l'échelle sociale, tandis que l'insolence fait le chemin inverse. Mis à part les membres de la noblesse et de l'aristocratie terrienne, tout le monde est obsédé par la naissance, l'éducation, le statut. D'après Mrs Seagrim, la mère de Molly, « Les pauvres gens sont constamment piétinés »,. Elle a raison, la noblesse les méprise, la gentry méprise les marchands, les marchands méprisent les domestiques, les domestiques méprisent et singent à la fois tous ceux qui les méprisent. Fielding tire la conclusion de cette chaîne sans fin : « Les grands se trompent s'ils s'imaginent que l'ambition et la vanité leur appartiennent exclusivement ; ces nobles qualités ne brillent pas moins dans l'église et le cimetière du village que dans le salon ou le cabinet du prince. On forme dans la sacristie des plans dont le conclave lui-même ne rougirait pas. Ici le ministère, là l'opposition ; et des deux côtés des complots et des intrigues, des partis et des factions, comme dans les cours »,.
Seul facteur positif, la charité domine chez ceux qui peuvent s'en acquitter, car ils sont bons de nature et en ont peu ou prou les moyens. Ici aussi se forme une chaîne, mais de solidarité : Mr Allworthy subvient aux besoins de Mrs Miller, de Partridge et Black George ; Tom se sacrifie pour sauver le même Black George ; Sophia aide tous les gens alentour, etc..
Sophia représente l'idéal selon Fielding, avec de l'instruction et de l'éducation, de la pudeur et du bon sens, une noblesse de comportement innée, en somme. En général, cependant,  il dépeint une société qui prend plaisir à vivre sans se poser de question, n'aspire pas au progrès et, convaincue que le système social est le fruit accompli d'une longue expérience historique alliée à la raison, ne se demande nullement si quelque chose ne va pas dans l'ordre qui la régit.

## La critique de Fielding

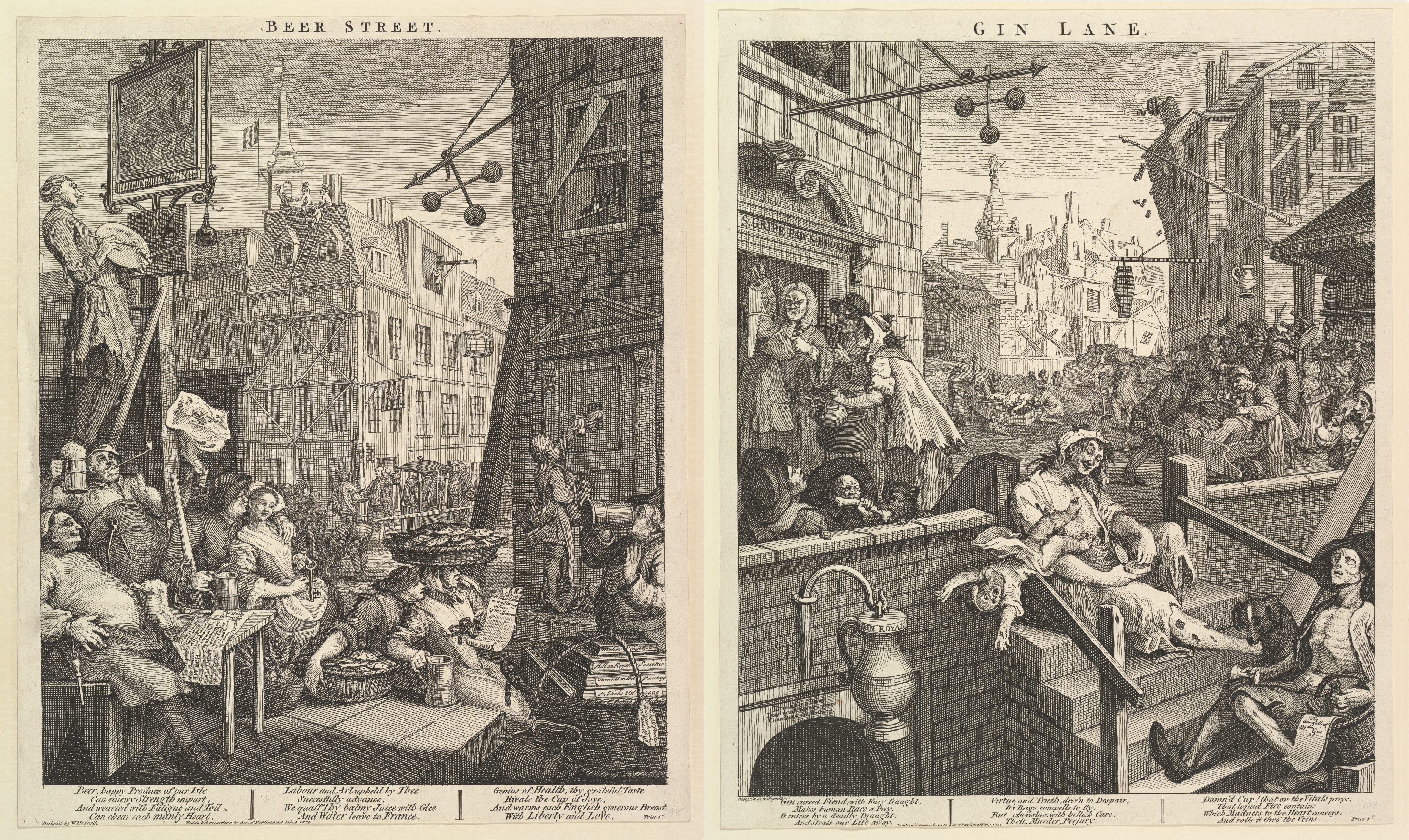
Beer-street-and-Gin-lane, par Hogarth.

Elle a ses limites dans Tom Jones, certains détails manquant d'exactitude au regard des comptes rendus historiques de la période ou s'avérant absents. 

### Les limites de la critique
Par exemple, lorsqu'il évoque la vie des campagnes, Fielding ne tient pas compte de l'éloignement des squires de la capitale. Ainsi, leur fréquentation de la « saison londonienne » semble peu vraisemblable. La réalité historique est plutôt que leurs belles demeures aux abords du chef-lieu du comté attiraient leur famille qui y migrait pour plusieurs mois. De même, il ne fait aucune allusion aux efforts de ces propriétaires, pratique se développant au milieu du siècle, d'améliorer leurs terres pour en obtenir un meilleur rendement par de nouvelles méthodes de culture. De plus, les auberges décrites dans le roman présentent quelques détails qui paraissent inexacts : par exemple, on y sert du vin à volonté alors que le gin, bien meilleur marché, alcoolisait la population,.
De plus, la critique de Fielding demeure incomplète, la vie du village et aussi celle des familles sont peu abordées, non plus que celle de la haute aristocratie. Cette classe sociale ne l'intéressait guère, car il la trouvait ennuyeuse et dépourvue d'humour. Enfin, Tom Jones semble se dérouler sur une scène dépouillée, privée de décor, un monde plat et sans relief où, à part les hommes et les femmes qui y évoluent, il n'y a rien à voir ni à toucher.
Cela dit, le rendu de la société reste, malgré ces quelques lacunes, conforme à la réalité, avec sa pléthore de personnages contemporains, Hogarth, Pitt, Garrick, Haendel, etc. Enfin, le monde de Fielding reste rationnel et pratique, sans idéal ni mystère ou passion, constitué d'hommes et de femmes ordinaires jouant leur rôle sobrement et comme en famille.

### La satire de Fielding
La satire de Fielding est traditionnelle, car elle prend pour cible aussi bien certains types sociaux que les grandes institutions du royaume.

#### Types sociaux
La satire s'exerce surtout à l'encontre des médecins, des pédants et des domestiques.
Trois docteurs interviennent dans Tom Jones, l'un quand meurt le capitaine Blifil dans le jardin de Paradise Hall (II, ix), l'autre lorsque Tom se casse le bras (III, xiv), et le dernier après le duel où l'enseigne Northerton est blessé (VII, xiii). Chacun d'eux est affublé d'une faconde intarissable l'entraînant dans des considérations sur l'anatomie aussi longues que fumeuses, que le narrateur se fait un malin plaisir de souligner en opposant la gravité de la mine et l'inanité du propos.
Les pédants comme Twackum et Square se font passer pour des puits de science, mais Fielding met en exergue les contradictions existant entre leurs élucubrations et leur conduite, leur savoir factice ne les protégeant nullement des travers et défauts de tout un chacun ; et le résultat de leur enseignement est représenté par Blifil, voyou hypocrite à deux faces, avec l'un toute religion, avec l'autre toute vertu (III, v), en réalité comploteur de l'ombre et potentiel meurtrier. De plus, au-delà de leur personne, il condamne les excès de la religion mal comprise qu'ils professent et les dangers de toute pensée outrée jusqu'au dogmatisme.
Fielding ne témoigne aucune sympathie pour la gent domestique. Vieille harpie sans cœur, Mrs Wilkins recommande au nom de la religion à Mr Allworthy de déposer le petit Tom à la porte du marguillier, d'autant que « la nuit est belle, il ne fait qu'un peu de pluie et de vent, et s'il était bien enveloppé et placé chaudement dans un panier, il y a deux à parier contre un qu'il vivrait jusqu'au matin », ; et lors de la maladie et des dernières paroles du squire, « les larmes lui tombaient des yeux, abondantes comme la gomme que distillent les arbres de l'Arabie ; c'était une cérémonie qu'elle ne négligeait jamais dans l'occasion »,,. En fait, à l'instar des deux tartuffes de la maisonnée, elle est en rage d'avoir reçu une part d'héritage qu'elle trouve trop maigrement proportionnelle à son immense mérite.

#### Institutions
La satire se concentre essentiellement sur l'armée, la religion et la justice.

##### L'armée

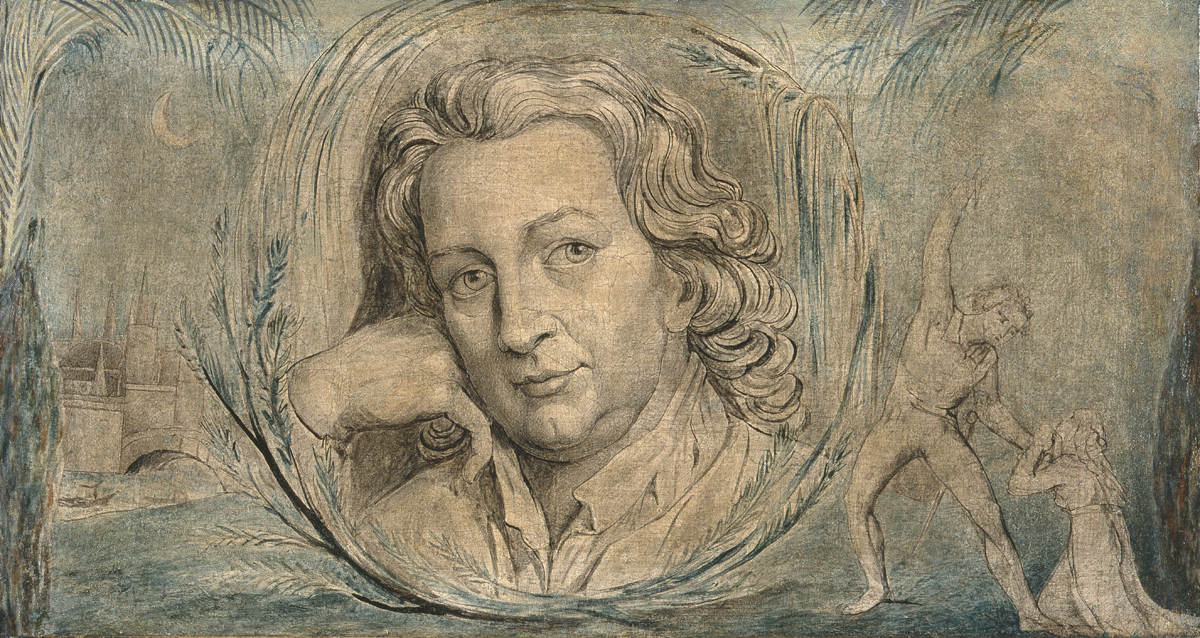
Thomas Otway, par William Blake.

Fielding se joint au concert de critiques sur la façon dont les promotions sont accordées dans l'armée et prend à cœur la cause des soldats qui protestent contre des officiers sans expérience, de jeunes garçons dont les pères étaient en nourrice quand eux ont été incorporés. De plus, la corruption règne sous toutes ses formes, pots-de-vin, droit de cuissage. Ainsi, il est un bon lieutenant qui stagne depuis quarante ans parce que « sa femme qui était fort jolie et qui, malgré son amour pour son mari, n'avait pas voulu acheter son avancement au prix de certaines faveurs que le colonel exigeait d'elle »,.

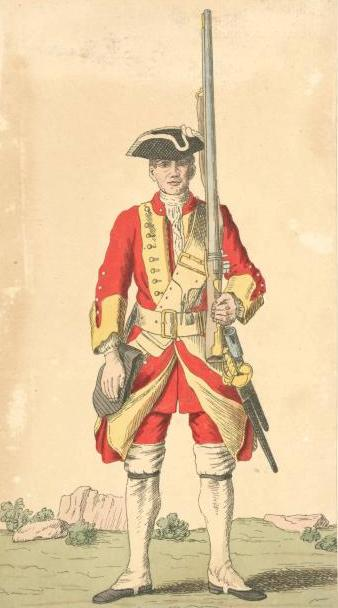
Redcoat du, qui participa à la bataille contre la rébellion jacobite de 1745.alt=Uniforme rouge à pans relevés, chapeau noir, fusil

Fielding blâme ouvertement la stupidité de certains officiers et la brutalité des hommes, ressentiment généralement partagé par le peuple, tel que le dépeint déjà Thomas Otway (1652-1685)dans The Soldiers' Fortune en 1681,. Cela dit, Tom Jones ne fait pas mention des conditions de vie des troupes, sans baraquements, logées dans des bars à bière où la seule occupation est de s'enivrer. Pour autant, leur impopularité est surtout due au fait que les militaires constituent la seule force de police efficace contre le braconnage, la contrebande et les émeutes.

##### La religion

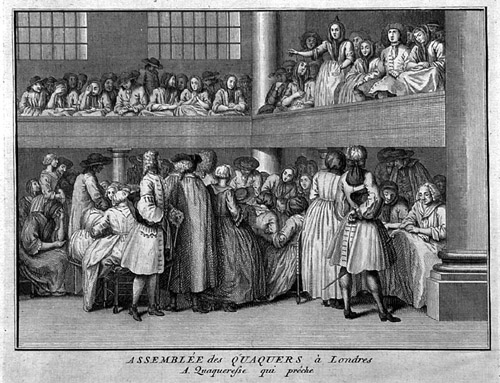
Femme quaker en train de prêcher, Londres, 1723, par Bernard Picard.

Le clergé est le premier à partager les superstitions qu'il utilise pour justifier d'« absurdes doctrines », et les quakers prêchent la charité sans la mettre en pratique. L'ignorance des clercs n'a rien à envier à celle des squires de campagne et leur intolérance va, à l'instar de la leur, jusqu'à la cruauté, lorsque tels Mr Western, ils s'acharnent à marier leurs filles sans leur consentement. Et de conclure : « Après tout, ce n'est ni la religion ni la vertu, c'est le manque de l'une et de l'autre que j'expose ici au ridicule. Si Twackum n'avait pas trop négligé la vertu, et Square le religion, en composant leurs divers systèmes, et qu'ils n'eussent pas mis entièrement de côté toute bonté naturelle de cœur, ils n'auraient pas été tournés en dérision dans cette histoire »,.

##### La justice

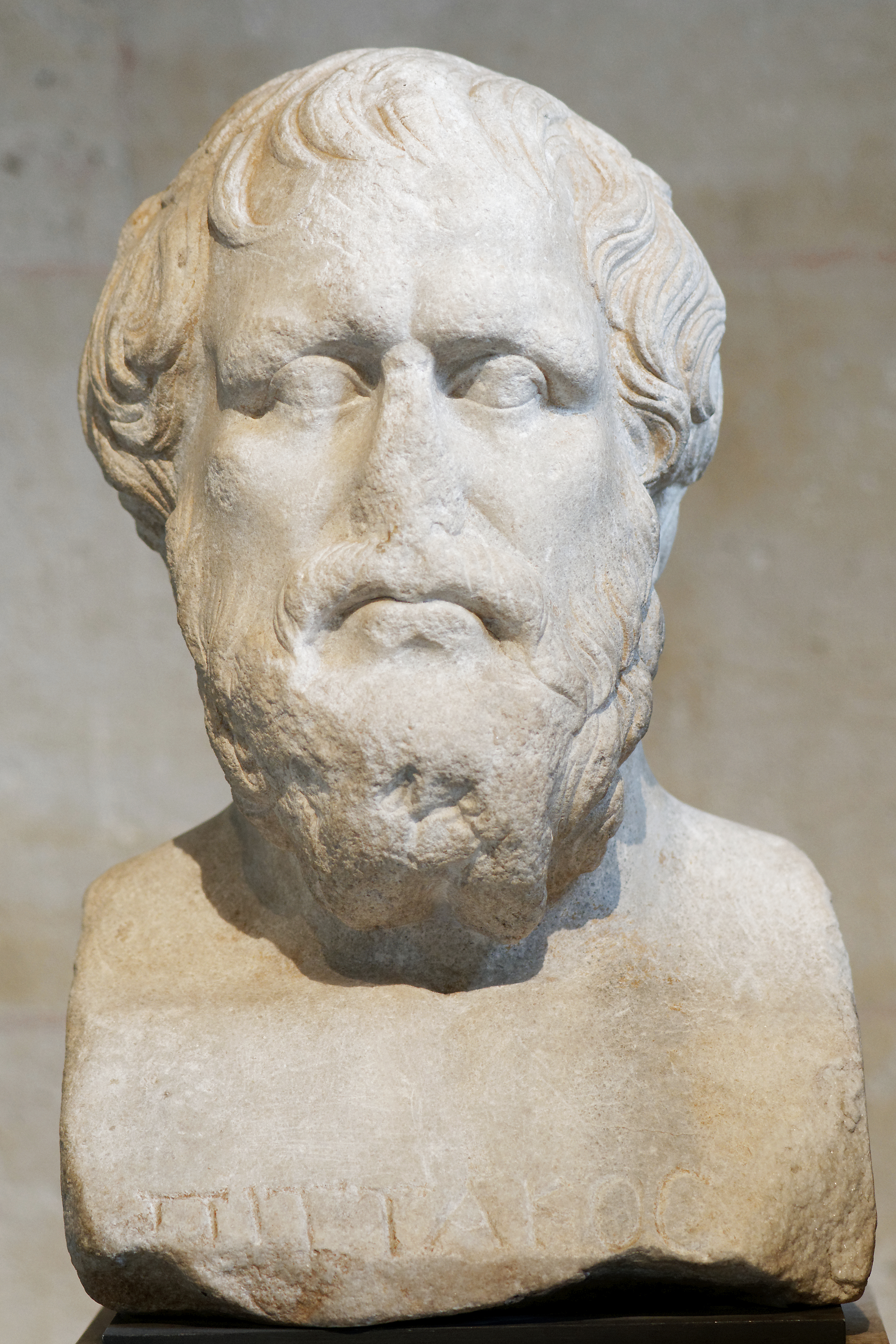
Pittacos, Louvre.

Le droit est de loin ce qui intéresse le plus Fielding dans son œuvre. En 1720, il publie son Essai sur la charité (Essay on Charity) concernant surtout l'incarcération pour dettes, et dans Joseph Andrews, il se préoccupe des récompenses offertes par l'État aux délateurs permettant d'appréhender certains délinquants, du report d'exécution pour les femmes enceintes, etc. Amelia n'est pas en reste qui dénonce, par exemple, le sort réservé aux insolvables qu'on parque dans des sponging houses, les antichambres de la prison.
Tom Jones, dont la rédaction coïncide avec les premiers débuts de Fielding en tant que juge de paix à Westminster (novembre 1748), ne comporte aucune critique directe de la loi, mais des commentaires fortuits sur certains règlements comme, par exemple, la gestion du gibier, le statut des bâtards, le juron, l'ivrognerie, le vagabondage. Certains paraissent très techniques, comme les allusions à la law of Finding réglementant la trouvaille accidentelle de quelque objet, ou encore la law of Trover, processus juridique permettant de rentrer en possession d'un bien injustement détourné par un tiers. Son savoir s'étend aux anciens codes et sur le crime d'empoisonnement, il cite Pittacos et Aristote. Cependant, ce n'est pas tant la teneur des lois qu'il déplore, que l'usage qui en est fait, leur « grande sagacité et sagesse » (II, vi) se voyant trop souvent détournées par leurs exécutants.

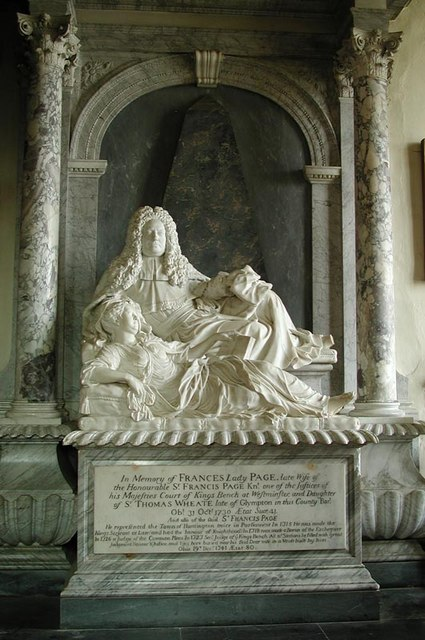
Mémorial de Sir Francis Page et sa seconde épouse en l'église St Pierre à Steeple Aston, Oxfordshire, par Henry Scheemakers.

Nombreux, en effet, sont les acteurs de la loi dans Tom Jones, chicaneurs, agents de police, juges, avocats, clercs, et le lecteur est tenu informé de leurs émoluments, leur honnêteté, leur efficacité. Si certains s'avèrent dignes de leur charge, beaucoup se caractérisent par leur ignorance et leur stupidité, quand ce n'est leur absence de scrupule. Dowling, par exemple, est maître dans l'art de persuader ses clients de lui fournir de faux témoignages ; d'autres excellent à contourner la procédure, comme le montre l'allusion à Sir Francis Page à propos du procès du voleur de chevaux.
La loi transparaît aussi dans le discours même de Fielding, chaque page ou presque contenant un terme légal, du plus simple accessory to the fact (« complice ») au plus technique (an indictment of assault, battery and wounding (« délit de violences sur personne avec coups et blessures »). De plus, le monde juridique semble servir de référence suprême tant analogies, comparaisons et métaphores fleurissent dès qu'il est question des critiques littéraires (« de mauvais juges, II, v), de la mort, « l'inexorable juge », II, 9), etc.
Dans l'ensemble, Fielding affiche le plus grand respect pour les lois de son pays, mais adhère au sentiment partagé par beaucoup que les litiges profitent rarement aux plaignants, alors qu'ils font la fortune de ceux qui ont la charge de les instruire et de les trancher. Enfin, en ce domaine comme en d'autres, il privilégie l'expérience au savoir livresque : « Ni la médecine ni le droit ne peuvent se pratiquer avec une connaissance livresque »,,.

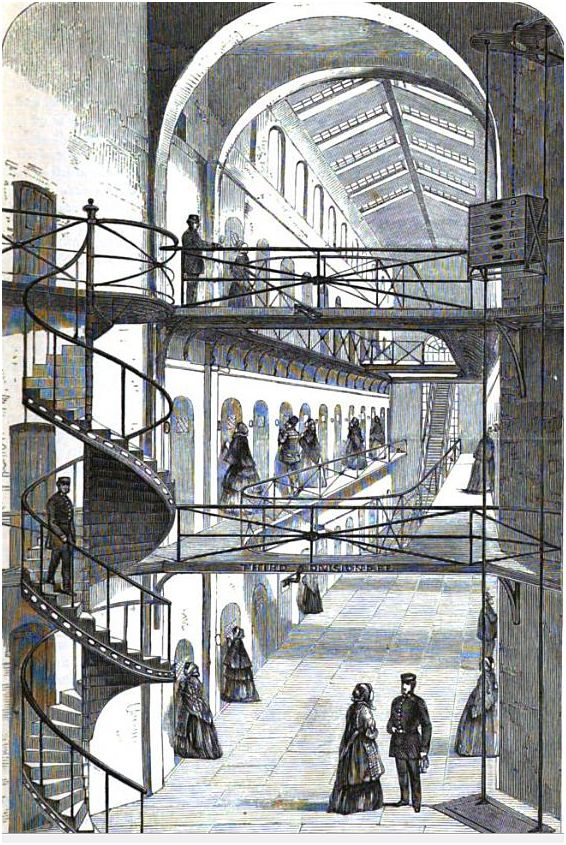
Prison de Clerkenwell, heure de la visite (1882).

Deux portraits antinomiques de juges de paix (justices of the peace) sont présentés dans Tom Jones, ceux de Mr Western et de Mr Allworthy, et dans les deux cas, comme il l'a déjà fait dans Joseph Andrews, Fielding s'attarde plus sur leurs manques que sur leurs qualités, leur reprochant surtout leur ignorance. Par exemple, Mr Western veut envoyer une bonne à Clerkenwell pour insolence et son secrétaire a toutes les peines du monde à l'en dissuader ; Mr Allworthy a tendance à outrepasser les limites de son autorité, par exemple lorsqu'il fait incarcérer, lui aussi sans instruction préalable, Molly Seagrim pour immoralité. En somme, ces magistrats ont tendance à se croire nantis de tous les pouvoirs et demeurent en eux des relents du « bon plaisir » féodal, d'autant, mais cela vaut surtout pour Mr Western, qu'ils s'exemptent eux-mêmes des obligations qu'ils imposent aux autres.
Squire Western, ignorant et sans jugement, apparaît comme l'exemple même de ce qu'un juge ne doit pas être, et d'ailleurs, au cours du récit, il a reçu deux réprimandes de la part du King's Bench, sorte de cour d'appel. Square et Twackum, bien que n'ayant officiellement aucun lien avec la loi, sont parfois eux aussi appelés à rendre la justice ; chacun affiche, comme sur toute chose, des vues très tranchées, le premier s'en remettant à la différence entre le vrai et le faux, le second laissant à Dieu l'exercice de la compassion, mais tous les deux d'accord, selon le principe universel du Qui bene amat bebe castigat (Spare the rod and spoil the child), sur l'utilité du bâton.
Squire Allworty, malgré ses manquements à la sagacité comme l'exil de Partridge, de Jenny et de Tom, sa tendance à voir le mal là où il n'existe pas, son traitement de George, se situe à l'opposé de son homologue campagnard, ses qualités morales compensant ses insuffisances de jugement : aussi sait-il distinguer entre les petits écarts et les actions contraires à la morale, et s'efforce-il chaque fois qu'il est possible de persuader plutôt que de sévir, ce qui l'entraîne dans de longs discours édifiants. En définitive, ces deux juges ne représentent pas l'idéal de Fielding qui préfère la magnanimité de son héros ou la sagesse du roi des Gitans.
C'est pourquoi le dernier chapitre lui donne l'occasion, une fois de plus car ses intrusions auctoriales n'ont cessé de faire de lui le juge suprême de son récit et de ses personnages, de s'en remettre à la justice distributive (poetic justice), pour rendre à chacun son lot, acte littéraire d'ailleurs rendu indispensable par la tradition du dénouement heureux. Tom Jones y semble privilégier l'idée que la transgression se répercute sur le transgresseur, et dans la dédicace à Lord Lyttleton, Fielding fait remarquer avec force que tôt ou tard, le vice génère l'anxiété et la terreur. En cela, son livre annonce ceux de George Eliot et Dudden fait remarquer que chez ces deux écrivains, que sépare plus d'un siècle, la rétribution, quoique parfois retardée par la force maléfique du diable que côtoient les coupables, demeure inéluctable tant l'ordonnance générale ne saurait longtemps rester perturbée. Ainsi, la conception générale de la justice est subordonnée à l'éthique générale du roman dont il devient une media via.

### Le message de Fielding
Fielding semble regretter la fluidité sociale de son époque et aspirer à une plus grande stabilité de l'ordre social. À l'un de ses chapitres, il ajoute une note quasi nostalgique : « C'est la deuxième personne de basse extraction que nous rencontrons dans cette histoire à être issue du clergé. Espérons que de tels cas paraîtront à l'avenir, lorsque sera mis en place l'aide aux familles du bas clergé, plus étranges qu'on ne saurait aujourd'hui l'imaginer »,,.
Il déplore aussi les préjugés qui détruisent des vies et fait en sorte que la bâtardise supposée de Tom soit compensée aux yeux du lecteur par sa bonté, son élégance physique et morale, sa distinction naturelle ; de même, il réprouve que le mariage soit imposé à Sophia et place dans la bouche de sa tante une vérité que le squire a trop souvent oubliée : « Ne vous ai-je pas dit combien de fois au contraire que, dans un pays libre, on ne devrait pas exercer sur les femmes une autorité aussi arbitraire ? Nous sommes libres comme vous, les hommes »,,.
Pour réussir, quelle que soit la voie choisie, chacun a besoin à la fois d'argent et surtout de wordly wisdom, c'est-à-dire de prudence et de circonspection (III, vii). Il convient aussi de faire connaître au monde la bonté portée en soi : « Il ne suffit pas que vos intentions et même vos actions soient louiables, il faut avoir soin qu'elles le paraissent. Quelque beau que puisse être l'intérieur, il faut que l'extérieur y réponde »,. D'autre part, la pauvreté est un obstacle sur le chemin de la sagesse qu'au contraire favorise la richesse : « Malgré les sorties de Mr Hogarth […] contre les riches, et les déclamations de plus d'un prédicateur bien nourri, la véritable sagesse ne consiste à mépriser ni les richesses ni les plaisirs. Un homme qui possède une fortune considérable peut avoir autant de sagesse qu'un mendiant des rues : tel autre, dont la femme est belle et l'ami dévoué, peut rester aussi sage qu'un reclus papiste qui ensevelit toutes ses qualités sociales, jeûne et se flagelle le dos »,.
Dans cet extrait, Fielding ne fait qu'exprimer la notion prévalant au XVIIIe siècle que si la richesse ne remplace pas la sagesse, elle contribue à son efficacité. L'ascétisme ne mène nulle part tandis que la prospérité aide à la santé morale. Au siècle suivant, l'argent deviendra suspect et des auteurs comme Thackeray et Dickens n'auront de cesse d'en dénoncer le pouvoir corrupteur.
En somme, Tom Jones ne propose pas de réformes sociales d'envergure, mais la satire s'aiguise lorsque sont décrites les mœurs dépravées de la période de George II. Pour l'heure, Fielding reste conservateur, préférant sans doute la société telle qu'elle est à l'homme qui l'a bâtie. La Providence a veillé à assigner à chacun sa place dans l'ordre du monde et il n'est nul besoin de contredire son dessein. C'est seulement parce qu'il sera reconnu comme membre de la gentry que Tom pourra épouser Sophia, et il est ainsi bon que prévale la hiérarchie, cette « échelle de dépendance » (ladder of dependence) qu'évoque Joseph Andrews (II, xiii), garante d'une architecture solide et harmonieuse. Si réformes il faut, elles s'appliqueront à favoriser le développement de l'individu, non à bouleverser la structure sociale. Comme l'explique Trevelyan, « les réserves émises par les plus fins observateurs, Hogarth, Fielding, Smollett et les philanthropes, sont restées dans le cadre classique de la philosophie conservatrice de l'époque […] C'était une société […] brillante à ses sommets et stable dans ses fondations »,,.

### Texte deTom Jones
- (en) Henry Fielding, Tom Jones, Harmondsworth, Penguin Editions, 1999, 975 p. (ISBN 978-0-14-043622-8), introduction et notes par Thomas Keymer et Alice Wakely, édition de référence

### Autres romans de Fielding utilisés
- (en) Henry Fielding, Joseph Andrews, Mineola, New-York, Dover Publications, Inc., coll. « Dover Thrift Editions », 2001, 248 p. (ISBN 978-0-486-41588-8, présentation en ligne)
- (en) Henry Fielding, Jonathan Wild, Oxford, Oxford World Classics, 2004, 304 p. (ISBN 978-0-19-280408-2)

### Traduction deTom Jonesen français
- Henry Fielding (trad. M. Defauconpret), Histoire de Tom Jones ou L'enfant trouvé, Paris, Club français du livre, 1967, 958 p., avec une préface de Gilbert Sigaux (traduction de référence)

### Ouvrages généraux
- (en) Michael Stapleton, The Cambridge Guide to English Literature, Londres, Hamlyn, 1983, 993 p. (ISBN 978-0-600-33173-5, lire en ligne).
- (en) Claude Rawson, The Cambridge Companion to Henry Fielding, Cambridge, Cambridge University Press, 2007, 202 p. (ISBN 978-0-521-67092-0).

### Ouvrages spécifiques
- (en) F. H. Dudden, Henry Fielding, His Life, Works and Times, vol. 2, Hamden, Connecticut, Archon Books, 1966, 2e volume plus spécialement consacré à Tom Jones.
- (en) Ian Watt, The Rise of the Novel, Londres, Chatto and Windus, 1967, 319 p. (Chapitre VIII, consacré à Fielding).
- (en) Arnold Kettle, An Introduction to the English Novel, vol. 2, Hutchinson, Hutchinson University Library, 1951 (Plus particulièrement, part II, vol. 1, ch. 4).
- (fr) Christian Pons et Jean Dulck, Samuel Richardson (Pamela) et Henry Fielding (Joseph Andrews), Paris, Colin, coll. « U2 », 1970, 261 p.
- (en) John Richetti, Eighteenth Century Fiction, vol. 2, Londres, 1990, « The Old Order and the New Novel of the Mid-Eighteenth Century Fiction : Narrative Authority in Fielding and Smollett », p. 99-126..
- (en) R. Paulson (éditeur), A Collection of Critical Essays, New Jersey, Prentice Hall, coll. « Twentieth Century Views », 1962, 185 p., « Fielding ».
- (en) I. Williams (éditeur), The Criticism of Henry Fielding, Londres, Routledge and Kegan Paul, 1970, 377 p. (recueil d'essais par Fielding sur son art).
- (en) Louis Gondebeaud et Robert Ferrieux, Tom Jones, Pau et Perpignan, Université de Pau et des pays de l'Adour et Université de Perpignan Via Domitia, coll. « Cours de CAPES et d'Agrégation d'anglais », 1981, 104 p.

## Citations du texte original deTom Jones
1. ↑  « By which the reader may perceive (a circumstance which we have not thought necessary to communicate before) that this was the very time when the late rebellion was at the highest; and indeed the banditti were now marched into England, intending, as it was thought, to fight the king's forces, and to attempt pushing forward to the metropolis ».
2. ↑  « Let not my country readers conclude from her, nor that we mean to represent them as such. They might as well suppose that every clergyman was represented by Thwackum, or every soldier by Ensign Northerton »
3. ↑  « or what is equivalent to both, the honorable profession of a gamester »
4. ↑  « whatever means you get into the polite circles, when you are once there, it is sufficient merit for you that you are there ».
5. ↑  « Dressing and cards, eating and drinking, bowing and curtesiyng, make up the business of their lives ».
6. ↑  « Wit and humour were the entertainement of their looser hours ».
7. ↑  « fix their thoughts only on ambition and vanity, and to despise the pleasures of love as unworthy of their regard ».
8. ↑  « The various callings in lower spheres produce the great variety of humorous characters ».
9. ↑  « It Is my intention, therefore, to signify that, as it is in the nature of a kite to devour little birds, so it is in the nature of such persons as Mrs Wilkins, to insult and tyrannise over little people. This bing indeed the means which they use to recompense to themselves their extreme servility and condescension to their superiors; for nothing can be more reasonable than that slaves and flatterers should exact the same taxes on all below them, which they themselves pay to all above them ».
10. ↑  « A true knwledge of the world is gained only by conversation, and the manners of every rank must be seen in order to be known ».
11. ↑  « Mr Partridge was admitted as one of the company ».
12. ↑  « excellently well-skilled in the doctrine of Amour […] with all the long appendage of smiles, ogles, glances, as they are at present practised in the beau monde ».
13. ↑  « I pity your country ignorance from my heart! […] - Do you? […] and I pity your town learning ».
14. ↑  « from the bottle to the harpsichord ».
15. ↑  « no other than Madam Jenny Cameron herself ».
16. ↑  « There have been in all ages and nations certain places set apart for public rendez-vous, where the curious might meet and satisfy their mutual curiosity ».
17. ↑  « the known seat of all the news ».
18. ↑  « poor people are always trampled upon ».
19. ↑  « The great are deceived if they imagine they have appropriated ambition and vanity to themselves. These notable qualities flourish as notably in a country church and churchyard as in the drawing room or in the closet. Schemes have indeed been laid in the vestry, which would hardly disgrace the conclave. Here is a ministry, and here is an opposition. Here are plots and circumventions, parties and factions equal to those which are to be found in courts ».
20. ↑  « it is a good night, only a little rainy and windy, and if it is wrapped up and put in a warm basket, it is two to one but it lives till it is found in the morning ».
21. ↑  « As to Mrs Wilkins, she dropt her pearls as fast as the Arabian trees their medicinal gums ; for this was a ceremonial which that gentlewoman never omitted on a proper occasion ».
22. ↑  « his wife, who was a very beautiful woman, and who, tho' she was remarkably fond of her husband, would not purchase his preferment at the expense of certain favours which the colonel required of her ».
23. ↑  « Upon the whole, it is not religion or virtue, but the want of them, which is here exposed. Had not Thwackum too much neglected virtue, and Square religion, in the compostion of their several systems, and had not both utterly discarded all natural goodness of heart, they had never been represented as the objects of derision in this history ».
24. ↑  « Neither physics nor law, are to be practically known from books ».
25. ↑  « This is the second person of low condition whom we have recorded in this history to have sprung from the clergy. It is to be hoped such instances will, in future ages, when some provision is made for the families of the inferior clergy, appear stranger than they can be thought at present ».
26. ↑  « Have I not told you, that women in a free country are not to be treated with such arbitrary power? We are as free as the men ».
27. ↑  « It is not enough that your designs, nay, that your actions are intrinsicaly good ; you must take care they shall appear so. If your inside be ever so beautiful, you must preserve a fair outside also ».
28. ↑  « True wisdom […], notwithstanding all which Mr Hogarth may have writ against riches, and in spite of all which any rich divine may have preached against pleasure, consists not in the contempt of either of these. A man may have much wisdom in the possession of an affluent fortune, as any beggar in the streets, or may enjoy a handsome wife or a heart friend, and still remain as wise as any sour popish recluse, who buries all his social faculties, and starves his belly while he well lashes his back ».

## Citations originales des commentateurs
1. ↑  « the vicar of Wakefield, Parson Adams and Mr Allworthy appeared as some of the leading characters of English fiction during the period ».
2. ↑  « The structures of Hogarth, Fielding, Smollett and the philanthropists kept within the limits of the classical and conservative philosophy of the time […] It was a society […] brilliant above and stable below ».